# 肖文荪
肖文荪（1964年9月—2015年11月4日）。男，汉族，江西新干人。中华人民共和国政治人物。西安冶金建筑学院环境工程系环境保护专业毕业，在职研究生学历，北京科技大学研究生院管理科学与工程专业管理学硕士。曾任中共柳州市委副书记、市人民政府市长。

## 生平
1983年，毕业于西安冶金建筑学院环境工程系环境保护专业。1983年8月参加工作。1986年6月加入中国共产党。早年曾在冶金工业部、国家经济贸易委员会任职。
2002年12月，调往广西壮族自治区，历任广西壮族自治区人民政府办公厅副主任、党组成员；广西壮族自治区人民政府副秘书长，办公厅副主任、党组成员；广西壮族自治区统计局局长、党组书记；广西壮族自治区人民政府国有资产监督管理委员会主任、党委副书记；广西壮族自治区人民政府国有资产监督管理委员会主任、党委书记等职。2013年1月，任中共柳州市委副书记。2013年2月，任中共柳州市委副书记，市人民政府市长、党组书记。
2015年11月4日晚21时47分左右，与其秘书孙德强在柳州市柳江河边散步时落入柳江河中，经柳州市人民医院医院抢救无效死亡，死亡原因为淹溺。